# Gustavus Franklin Swift
Pour les articles homonymes, voir Swift.
Gustavus Franklin Swift (24 juin 1839 à Sagamore – 29 mars 1903 à Chicago) est le fondateur de l'entreprise Swift & Company, un empire de conditionnement de viande du Midwest à la fin du XIXe siècle, qu'il présida jusqu'à sa mort. Il est crédité du développement des wagons de marchandises réfrigérés qui permit à sa compagnie d'expédier la viande dans toutes les régions du pays et même à l'étranger, inaugurant « l'ère de la viande bon marché ».

## Biographie
Né à Sagamore, une petite localité du Massachusetts, Swift fut un pionnier dans l'utilisation de sous-produits d'animaux destinés à la fabrication de savon, de colle, d'engrais et de différents types de produits médicaux.
Swift fit don de grandes sommes d'argent à des institutions comme l'Université de Chicago, la Methodist Episcopal Church et la Young Men's Christian Association (YMCA). Il établit la Northwestern University, « L'école de l'Oratoire » en mémoire de sa fille, Annie Mai Swift, qui décéda alors qu'il était étudiant là-bas.
Quand il mourut en 1903, le chiffre d'affaires de son entreprise était évalué entre 125 et 135 millions de dollars. La maison Swift abattit jusqu'à deux millions de bovins, quatre millions de porcs et deux millions de moutons par an. Trois ans après son décès, la valeur du stock de capital de la société dépassait les 250 millions de dollars.
Swift mourut à son domicile de Chicago (Illinois), et fut enterré avec sa famille au cimetière de Mount Hope dans cette même ville.